# Dan Ashworth
Dan Ashworth (6 maart 1971) is een Engels voormalig voetballer en huidig sportbestuurder. Sinds juli 2024 is hij sportief directeur van Manchester United.
Nadat hij zijn eigen spelerscarrière had gestaakt raakte Ashworth betrokken bij de jeugdopleiding van Peterborough United. Al snel maakte hij de overstap naar Cambridge United om daar vergelijkbare werkzaamheden uit te voeren. Drie jaar later volgde een nieuwe stap, ditmaal naar West Bromwich Albion. Hier groeide hij door tot sportief directeur. The Football Association besloot hem in 2012 aan te stellen als director of elite development.
In september 2018 werd bekend dat Ashworth zijn baan bij de FA had neergelegd zodat hij in het voorjaar van 2019 aan de slag kon gaan bij Brighton & Hove Albion als technisch directeur. Het ambitieuze Newcastle United besloot Ashworth in 2022 los te weken bij The Seagulls, die de sportieve ambities van Newcastle moest bewerkstelligen. In 2024 maakte Ashworth de overstap naar Manchester United, waar INEOS net zeggenschap had gekregen over de sportieve koers van de club. Ashworth trad op 1 juni 2024 officieel in dienst van de club. Onder zijn leiding nam de club al snel na de bestuurlijke wijzigingen afscheid van manager Erik ten Hag, die werd vervangen door hoofdtrainer Rúben Amorim. Zelf bleef Ashworth niet lang zitten bij Manchester United, want reeds na vijf maanden werd door beide partijen besloten uit elkaar te gaan.